# Common Sense (Thomas Paine)
Common Sense (Gezond verstand) is een pamflet geschreven door Thomas Paine. Het werd voor het eerst anoniem gepubliceerd op 10 januari 1776 tijdens de Amerikaanse Onafhankelijkheidsoorlog. Common Sense, ondertekend "Geschreven door een Engelsman", werd onmiddellijk een enorm succes, zowel in de koloniën als in Europa. Er verschenen verschillende edities van in Philadelphia en het werd heruitgegeven in alle delen van de Verenigde Staten. Sommige commentators stellen dat dit pamflet het begin betekende van een ontluikend nationaal sentiment. Hoe dan ook was het een van de invloedrijkste traktaten uit de periode van de Amerikaanse Revolutie.
Paines pamflet legde de schuld van het lijden van de kolonisten volledig bij de heersende Britse monarch George III. Common Sense sprak de Amerikaanse kolonisten sterk aan vanwege de argumentatie die Paine gaf om zich van de Britse heerschappij los te maken. Paine schreef en redeneerde op een manier die ook gewone mensen konden begrijpen. Hij zag af van de gebruikelijke Latijnse citaten en structureerde zijn boek als een preek. Met zijn Bijbelse citaten waren de lezers vertrouwder.

## Inhoud
In Common Sense stelt Paine dat gewone mensen de gelijke zijn van de landadel. Op die manier vertolkt hij de wrevel van de kolonisten die verlangen naar onafhankelijkheid van Groot-Brittannië. De enige basis van politieke legitimiteit, zegt Paine in Common Sense, is algemene, actieve instemming. "Belasting zonder vertegenwoordiging" (taxation without representation) is onrechtvaardig, en de mensen hebben het recht zich te verzetten wanneer het contract tussen regeerder en geregeerden is verbroken.
Het pamflet bestaat uit vier gedeelten: "Of the Origin and Design of Government In General," "Of Monarchy and Hereditary Succession," "Thoughts on the Present State of American Affairs," en "Of the Present Ability of America". Naast het leveren van een aantal overtuigende redenen om zich af te scheiden van Groot-Brittannië, doet het pamflet ook suggesties voor de toekomstige regering van het nieuwe land.

## Invloed
Common Sense had een grote invloed op de hoeveelheid steun die werd verkregen voor de groeiende opstand in de koloniën. Het lijdt geen twijfel dat deze tekst voor veel jongemannen een belangrijke stimulans betekende om zich door het Continental Army te laten rekruteren. Paine geloofde ook in de overwinning en schonk de opbrengst van het pamflet aan het leger van de opstandelingen, dat de strijd zou aangaan met het professionele leger van Groot-Brittannië.
De tweede president van de Verenigde Staten John Adams reageerde aanvankelijk enthousiast op Paines manifest en de invloed die ervan uitging, maar zijn bewondering nam snel af. Hij had moeite met de manier waarop Paine de onwettigheid van de monarchie probeerde te bewijzen door aan de hand van analogieën uit de Bijbel de monarchie een "zonde der Joden" te noemen. Verder deelde hij Paines verwachting op snel militair succes tegen Groot-Brittannië niet, noch de door hem voorgestelde constitutionele regeringsvorm, een uit één kamer bestaande volksvertegenwoordiging. In een brief aan zijn vrouw schreef Adams dat Paine "een betere hand van afbreken heeft dan van opbouwen".